# اولاد بسه
اولاد بسه یک منطقهٔ مسکونی در الجزایر است که در ناحیه ثنیه واقع شده‌است. اولاد بسه ۴ کیلومتر مربع مساحت دارد ۴۳۰ متر بالاتر از سطح دریا واقع شده‌است.